# فورد توريس
فورد توريس سيارة سيدان أمريكية صنعتها فورد عام 1985
فورد توروس هي سيارة تم تصنيعها من قبل شركة فورد موتور في شيكاغو من 1986 إلى 2019. تم تقديمها (السيارة) في أواخر عام 1985،طراز عام 1986، وتم إنتاج ستة أجيال على مدار 34 عامًا؛ حدثت فجوة قصيرة بين عامي 2006 و 2007. من عام 1986 إلى عام 2009 ، تم بيع فورد توريس جنبًا إلى جنب مع فورد نير-توين وميركوري سابل،  تم إنتاج أربعة أجيال من سيارة Ford Taurus SHO عالية الأداء (1989-1999 ؛ 2010-2019). كما كانت فورد توريس أول سيارة ذات دفع أمامي (1988-2002).
كانت سيارة توريس الأصلية علامة فارقة بالنسبة لشركة فورد وصناعة السيارات الأمريكية بأكملها، كونها أول سيارة في Ford تم تصميمها وتصنيعها باستخدام أفكار التحكم في العملية الإحصائية التي قدمها W. Edwards Deming إلى Ford، وهو إحصائي بارز استشارته شركة فورد لإضفاء "ثقافة الجودة "للمؤسسة. كان لدى توريس تصميم مؤثر جلب العديد من الميزات والابتكارات الجديدة إلى السوق.
في أواخر التسعينيات وأوائل العقد الأول من القرن الحادي والعشرين، تراجعت مبيعات فورد توريس لأنها فقدت حصتها في السوق لسيارات السيدان متوسطة الحجم اليابانية ومع تحول فورد مواردها نحو تطوير سيارات الدفع الرباعي. تم سحب فورد توريس بعد موديل عام 2007، مع انتهاء الإنتاج في 27 أكتوبر 2006. كجزء من مراجعة النموذج، تم استبدال توروس وفورد كراون فيكتوريا الأكبر حجمًا بسيارات فيوجن متوسطة الحجم و500؛ وتم استبدال عربة ستيشن توريس بسيارة فورد  فريستايل، التي تحمل علامة تجارية كروس أوفر SUV. خلال معرض شيكاغو للسيارات 2007، أعادت فورد إحياء لوحتَي توريس و Sable، المقصود منها مراجعة منتصف عام 2008 لسيارة فورد 500؛ تم تغيير اسم فريستايل إلى فورد توريس اكس. في سنة 2010، قدمت فورد الجيل السادس من فورد توريس، مما يمثل تحديثًا جوهريا للطراز، إلى جانب إحياء توريس شو؛ في عام 2013، تم تقديم سيارة فورد بوليس انترسيبتور سيدان (Ford Police Interceptor Sedan) كخليفة لنظيرتها كراون فيكتوريا طويلة الأمد.
من عام 1985 إلى عام 2007، كانت توروس سيارة متوسطة الحجم تقدم الدفع بالعجلات الأمامية. تم بناء Taurus في البداية على منصة DN5 (أعيدت تسميتها بمنصة DN101 في عام 1995 ومنصة D186 في عام 1999)، وأصبحت سيارة كاملة الحجم في عام 2007، باعتماد منصة D3 المشتقة من فولفو ، والتي تقدم الدفع الأمامي أو الدفع الرباعي. تم إنتاج توريس كسيارة سيدان بأربعة أبواب من خلال إنتاجها بالكامل، مع عربة ستايشن واغن هاتشباك بخمسة أبواب من 1986 إلى 2005.

تم تجميع جميع الأجيال الستة من التوريس من قبل Chicago Assembly. قبل إغلاقها في عام 2006، أنتجت Atlanta Assembly أيضًا كلاً من التوريس وسابل (sable). منذ إطلاقها عام 1985 وحتى انسحابها الأولي بعد طراز uام 2007، جمعت شركة فورد 7،519،919 نموذجًا من التوريس.  خامس أكثر لوحة فورد مبيعًا في أمريكا الشمالية، تم تجاوز التوريس فقط من قبل F-Series و Escort و Model T و Mustang. بين عامي 1992 و 1996 ، كانت التوريس هي لوحة السيارات الأكثر مبيعًا في الولايات المتحدة، وتجاوزها حامل اللقب الحالي في عام 1997، تويوتا كامري.

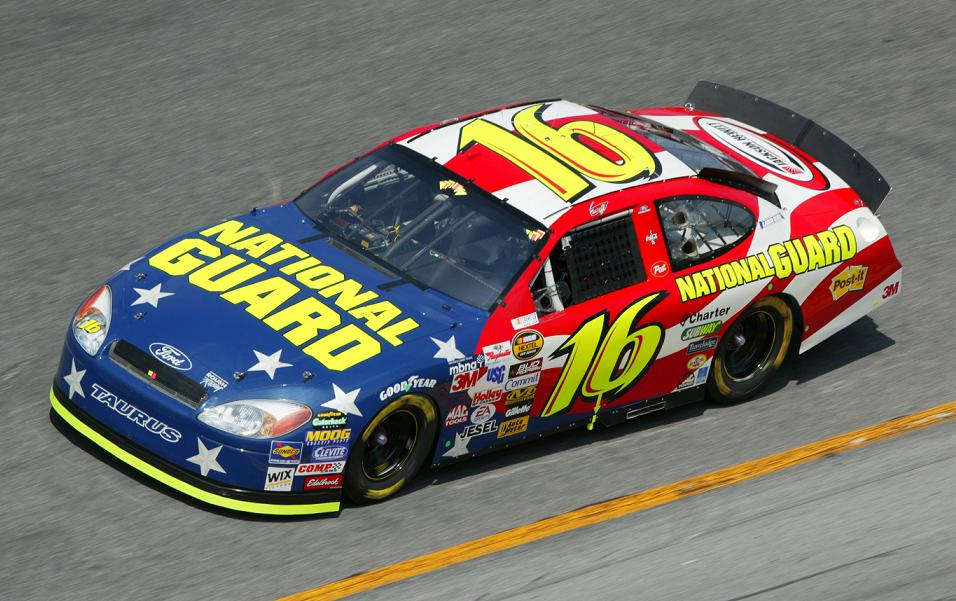
غريغ بيفل في سباق ناسكار بسيارة توريس

## الجيل الثاني

### ناسكار
سيارة فورد تورس ظهرت في سباقات الناسكار ,كبديل لسيارة فورد ثاندربيرد بعد موسم 1997 

## المبيعات
| السنة | فورد توريس (و.م.أ) |
| ----- | ------------------ |
| 1999  | 368,327            |
| 2000  | 382,035            |
| 2001  | 353,560            |
| 2002  | 332,690            |
| 2003  | 300,496            |
| 2004  | 248,148            |
| 2005  | 196,919            |
| 2006  | 174,803            |
| 2007  | 68,178             |
| 2008  | 52,667             |
| 2009  | 45,617             |
| 2010  | 68,859             |
| 2011  | 63,526             |
| 2012  | 66,066             |
| 2013  | 69,063             |
| 2014  | 52,395             |
| 2015  | 39,051             |
| 2016  | 34,626             |
| 2017  | 33,242             |
| 2018  | 28,706             |
| 2019  | 9,924              |
| Total | 2,988,898          |